# Championnat de Finlande de hockey sur glace 1977-1978
Saison précédente Saison suivante
La saison 1977-1978 est la troisième saison de la SM-Liiga.
Le Tappara Tampere gagne la saison régulière pour la deuxième année consécutive. En finale des séries éliminatoires, le Ässät Pori remporte le titre de champion de Finlande en battant le Tappara Tampere 3 matchs à 1.

## Déroulement
La saison régulière est disputée entre dix équipes qui jouent chacune 36 matchs soit quatre confrontations directes avec chacune des autres équipes, deux à domicile et deux à l'extérieur. À l'issue de la saison, les quatre meilleures équipes jouent les séries éliminatoires pour déterminer le champion de Finlande.
Les deux dernières équipes du classement disputent un barrage de relégation contre les meilleures équipes de I. Divisioona.
Cette saison six nouvelles récompenses sont créées pour récompenser le meilleur entraîneur, le joueur au meilleur ratio +/-, le meilleur gardien de but, le meilleur défenseur, le meilleur buteur et enfin le meilleur pointeur de la saison.

## Saison régulière

### Classement
|    | Équipe              | PJ | V  | N | D  | BP  | BC  | Diff | Pts |
| -- | ------------------- | -- | -- | - | -- | --- | --- | ---- | --- |
| 1  | Tappara Tampere     | 36 | 24 | 4 | 8  | 169 | 123 | +46  | 52  |
| 2  | Ässät Pori          | 36 | 24 | 2 | 10 | 193 | 121 | +72  | 50  |
| 3  | TPS Turku           | 36 | 22 | 3 | 11 | 180 | 123 | +57  | 47  |
| 4  | Ilves Tampere       | 36 | 19 | 3 | 14 | 187 | 169 | +18  | 41  |
| 5  | HIFK                | 36 | 16 | 4 | 16 | 161 | 144 | +17  | 36  |
| 6  | Kiekko-Reipas Lahti | 36 | 17 | 2 | 17 | 150 | 167 | -17  | 36  |
| 7  | Kärpät Oulu         | 36 | 13 | 4 | 19 | 173 | 206 | -33  | 30  |
| 8  | KooVee Tampere      | 36 | 11 | 4 | 21 | 148 | 214 | -66  | 26  |
| 9  | Lukko Rauma         | 36 | 10 | 5 | 21 | 176 | 219 | -43  | 25  |
| 10 | Jokerit Helsinki    | 36 | 7  | 3 | 26 | 125 | 177 | -52  | 17  |

Le Lukko Rauma et le Jokerit Helsinki conservent leur place en SM-liiga après les barrages.

### Meilleurs pointeurs
Cette section présente les meilleurs pointeurs de la saison régulière.
| #  | Joueur             | Équipe          | B  | A  | Pts |
| -- | ------------------ | --------------- | -- | -- | --- |
| 1  | Henry Saleva       | Kärpät Oulu     | 25 | 35 | 60  |
| 2  | Veli-Pekka Ketola  | Ässät Pori      | 27 | 29 | 56  |
| 3  | Jarmo Lilius       | Ilves Tampere   | 19 | 32 | 51  |
| 4  | Martti Jarkko      | Tappara Tampere | 29 | 19 | 48  |
| 5  | Juhani Tamminen    | TPS Turku       | 20 | 27 | 47  |
| 6  | Markku Kiimalainen | Kärpät Oulu     | 31 | 15 | 46  |
| 7  | Jouni Rinne        | Lukko Rauma     | 19 | 27 | 46  |
| 8  | Hannu Kapanen      | HIFK            | 15 | 31 | 46  |
| 9  | Matti Rautiainen   | KooVee Tampere  | 23 | 22 | 45  |
| 10 | Kari Makkonen      | Ässät Pori      | 19 | 25 | 44  |

## Séries éliminatoires

### Tableau final
Les séries se jouent au meilleur des 5 rencontres.
Le match pour la troisième place se joue au meilleur des trois rencontres.
|  | Demi-finales    | Demi-finales |                        |   | Finale | Finale |
|  | Demi-finales    | Demi-finales |                        |   | Finale | Finale |
|  |                 |              |                        |   |        |        |
|  |                 |              |                        |   |        |        |
|  |                 |              |                        |   |        |        |
|  | Tappara Tampere | 3            |                        |   |        |        |
|  | Tappara Tampere | 3            |                        |   |        |        |
|  | Ilves Tampere   | 1            |                        |   |        |        |
|  | Ilves Tampere   | 1            | Tappara Tampere        | 1 |        |        |
|  |                 |              | Tappara Tampere        | 1 |        |        |
|  |                 | Ässät Pori   | 3                      |   |        |        |
|  | Ässät Pori      | Ässät Pori   | 3                      | 3 |        |        |
|  | Ässät Pori      |              |                        | 3 |        |        |
|  | TPS Turku       | 2            |                        |   |        |        |
|  | TPS Turku       | 2            | Match pour la 3e place |   |        |        |
|  |                 |              |                        |   |        |        |
|  |                 |              |                        |   |        |        |
|  |                 |              |                        |   |        |        |
|  | TPS Turku       | 2            |                        |   |        |        |
|  | TPS Turku       | 2            |                        |   |        |        |
|  | Ilves Tampere   | 1            |                        |   |        |        |
|  | Ilves Tampere   | 1            |                        |   |        |        |

### Détail des scores
Demi-finales
| Équipe          | Score | Équipe          | Note |
| --------------- | ----- | --------------- | ---- |
| Tappara Tampere | 5-1   | Ilves Tampere   |      |
| Ilves Tampere   | 1-3   | Tappara Tampere |      |
| Tappara Tampere | 3-4   | Ilves Tampere   |      |
| Ilves Tampere   | 2-6   | Tappara Tampere |      |

| Équipe     | Score | Équipe     | Note |
| ---------- | ----- | ---------- | ---- |
| Ässät Pori | 2-4   | TPS Turku  |      |
| TPS Turku  | 2-6   | Ässät Pori |      |
| Ässät Pori | 8-1   | TPS Turku  |      |
| TPS Turku  | 2-1   | Ässät Pori |      |
| Ässät Pori | 3-1   | TPS Turku  |      |

Match pour la troisième place
| Équipe        | Score | Équipe        | Note |
| ------------- | ----- | ------------- | ---- |
| TPS Turku     | 7-6   | Ilves Tampere |      |
| Ilves Tampere | 4-2   | TPS Turku     |      |
| TPS Turku     | 8-1   | Ilves Tampere |      |

Finale
| Équipe          | Score | Équipe          | Note |
| --------------- | ----- | --------------- | ---- |
| Tappara Tampere | 8-0   | Ässät Pori      |      |
| Ässät Pori      | 3-2   | Tappara Tampere |      |
| Tappara Tampere | 4-8   | Ässät Pori      |      |
| Ässät Pori      | 6-3   | Tappara Tampere |      |

## Trophées et récompenses
| Kanada-malja : Champion de Finlande             | Ässät Pori                        |
| Trophée Kalevi-Numminen : Meilleur entraîneur   | Kari Mäkinen (Kärpät Oulu)        |
| Trophée Jarmo-Wasama : Meilleur joueur recrue   | Markku Kiimalainen (Kärpät Oulu)  |
| Trophée Matti-Keinonen : Meilleur ratio +/-     | Pekka Rautakallio (Ässät Pori)    |
| Trophée Raimo-Kilpiö : Joueur le plus fair-play | Matti Rautiainen (KooVee Tampere) |
| Trophée Urpo-Ylönen : Meilleur gardien de but   | Antero Kivelä (Ässät Pori)        |
| Trophée Pekka-Rautakallio : Meilleur défenseur  | Pekka Rautakallio (Ässät Pori)    |
| Trophée Aarne-Honkavaara : Meilleur buteur      | Markku Kiimalainen (Kärpät Oulu)  |
| Trophée Veli-Pekka-Ketola : Meilleur pointeur   | Henry Saleva (Kärpät Oulu)        |